# Tipula (Eumicrotipula) profuga
Tipula (Eumicrotipula) profuga is een tweevleugelige uit de familie langpootmuggen (Tipulidae). De soort komt voor in het Neotropisch gebied.